# 老松町 (豊橋市)
老松町（おいまつちょう）は、愛知県豊橋市の地名。

## 地理
豊橋市中央部に位置する。東は住吉町、西は前畑町・東田町、南は瓦町・瓦町通1丁目、北は東雲町・東田町に接する。

### 学区
- 公立高等学校 - 三河学区
- 公立中学校 - 豊橋市立青陵中学校・豊橋市立中部中学校[WEB 5]
- 公立小学校 - 豊橋市立旭小学校・豊橋市立向山小学校[WEB 5]

## 歴史

### 人口の変遷
国勢調査による人口および世帯数の推移。
| 1995年（平成7年）  | 243世帯 592人 |  |
| 2000年（平成12年） | 215世帯 530人 |  |
| 2005年（平成17年） | 198世帯 448人 |  |
| 2010年（平成22年） | 216世帯 458人 |  |
| 2015年（平成27年） | 186世帯 396人 |  |

### 沿革
- 1940年（昭和15年） - 豊橋市瓦町・東田町の各一部により、同市老松町が成立[2]。
- 1964年（昭和39年） - 一部が東新町・瓦町通にそれぞれ編入される[2]。

## 交通
- 愛知県道31号東三河環状線[1]

## 施設
- 東田郵便局[1]
- 藤ノ花女子高等学校[1]

### WEB
1. ↑  “愛知県豊橋市の町丁・字一覧”.   人口統計ラボ. 2023年4月13日閲覧。
2. ↑  総務省統計局 (2017年1月27日). “平成27年国勢調査の調査結果(e-Stat) - 男女別人口及び世帯数 －町丁・字等” (CSV). 2021年7月21日閲覧。
3. ↑  “愛知県豊橋市の郵便番号一覧”.   日本郵便. 2023年4月13日閲覧。
4. ↑  “市外局番の一覧” (PDF).   総務省 (2022年3月1日). 2022年3月22日閲覧。
5. 1 2  豊橋市教育委員会学校教育課学事グループ (2021年3月1日). “豊橋市小・中学校通学区域早見表” (PDF).   豊橋市. 2024年11月15日閲覧。
6. ↑  総務省統計局 (2014年3月28日). “平成7年国勢調査の調査結果(e-Stat) - 男女別人口及び世帯数 －町丁・字等” (CSV). 2021年7月20日閲覧。
7. ↑  総務省統計局 (2014年5月30日). “平成12年国勢調査の調査結果(e-Stat) - 男女別人口及び世帯数 －町丁・字等” (CSV). 2021年7月20日閲覧。
8. ↑  総務省統計局 (2014年6月27日). “平成17年国勢調査の調査結果(e-Stat) - 男女別人口及び世帯数 －町丁・字等” (CSV). 2021年7月21日閲覧。
9. ↑  総務省統計局 (2012年1月20日). “平成22年国勢調査の調査結果(e-Stat) - 男女別人口及び世帯数 －町丁・字等” (CSV). 2021年7月21日閲覧。
10. ↑  総務省統計局 (2017年1月27日). “平成27年国勢調査の調査結果(e-Stat) - 男女別人口及び世帯数 －町丁・字等” (CSV). 2021年7月21日閲覧。

### 書籍
1. 1 2 3 4 5  「角川日本地名大辞典」編纂委員会 1989, p. 1785.
2. 1 2  「角川日本地名大辞典」編纂委員会 1989, p. 252.